# Унтеркац
Унтеркац (њем. Unterkatz) општина је у њемачкој савезној држави Тирингија. Једно је од 65 општинских средишта округа Шмалкалден-Мајнинген. Према процјени из 2010. у општини је живјело 428 становника. Посједује регионалну шифру (AGS) 16066075.

## Географски и демографски подаци
Унтеркац се налази у савезној држави Тирингија у округу Шмалкалден-Мајнинген. Општина се налази на надморској висини од 400 метара. Површина општине износи 9,8 km². У самом мјесту је, према процјени из 2010. године, живјело 428 становника. Просјечна густина становништва износи 44 становника/km².

## Међународна сарадња
| Мјесто | Држава    | Врста сарадње | Од    |
| ------ | --------- | ------------- | ----- |
|        | Француска | партнерство   | 1993. |
|        | Француска | партнерство   | 1993. |
|        | Француска | партнерство   | 1993. |
| Извор  |           |               |       |